# Ekvivalenty
Ekvivalenty (anglicky Equivalents) je série fotografií mraků, které pořídil Alfred Stieglitz v letech 1925 až 1934. Jsou obecně uznávány jako první fotografie určené k osvobození subjektu od doslovné interpretace a jako takové jsou jedny z prvních zcela abstraktních fotografických uměleckých děl.

## Popis
Stieglitz pořídil nejméně 220 fotografií, které nazval Ekvivalent nebo Ekvivalenty; všechny obsahují rysy mraků na obloze. Většina z nich zobrazuje pouze oblohu bez horizontu, budov nebo jiných objektů v záběru, ale malý počet zahrnuje kopce nebo stromy. Jedna série z roku 1927 výrazně zobrazuje topoly v popředí.
Téměř všechny fotografie jsou vytištěny velmi tmavě, takže obloha často vypadá černá nebo téměř černá. Kontrast mezi oblohou a mnohem světlejšími mraky je kromě několika nápadný ve všech výtiscích. Některé snímky zahrnují slunce buď jako výrazný prvek na fotografii, nebo jako osvětlující sílu za mraky.

## Pozadí
Mnohonásobná série Stieglitzem nazvaná Ekvivalenty spojovala dva velmi důležité aspekty jeho fotografie: technický a estetický. V obojím byl mistr, ale s Ekvivalenty se mu podařilo pozvednout své dovednosti na novou úroveň. Po technické stránce byl Stieglitz fascinován zvláštními problémy fotografování mraků již od léta 1887, kdy pořídil své první snímky mraků nad jezerem Como v Itálii. Až do 20. let 20. století byla většina fotografických emulzí ortochromatická, což znamenalo, že byly primárně citlivé na světlo na modrém konci spektra. To znesnadnilo fotografování mraků, protože bez použití speciálních filtrů by se obloha zdála velmi světlá a mraky by se proti ní ztratily. V průběhu let Stieglitz opakovaně fotografoval mraky pomocí ortochromatických emulzí, ale hlásil: „Pokaždé, když jsem vyvolal [negativ s oblohou], byl jsem tak zničený, vždy jsem věřil, že jsem téměř dosáhl toho, co jsem hledal – ale selhal jsem.“

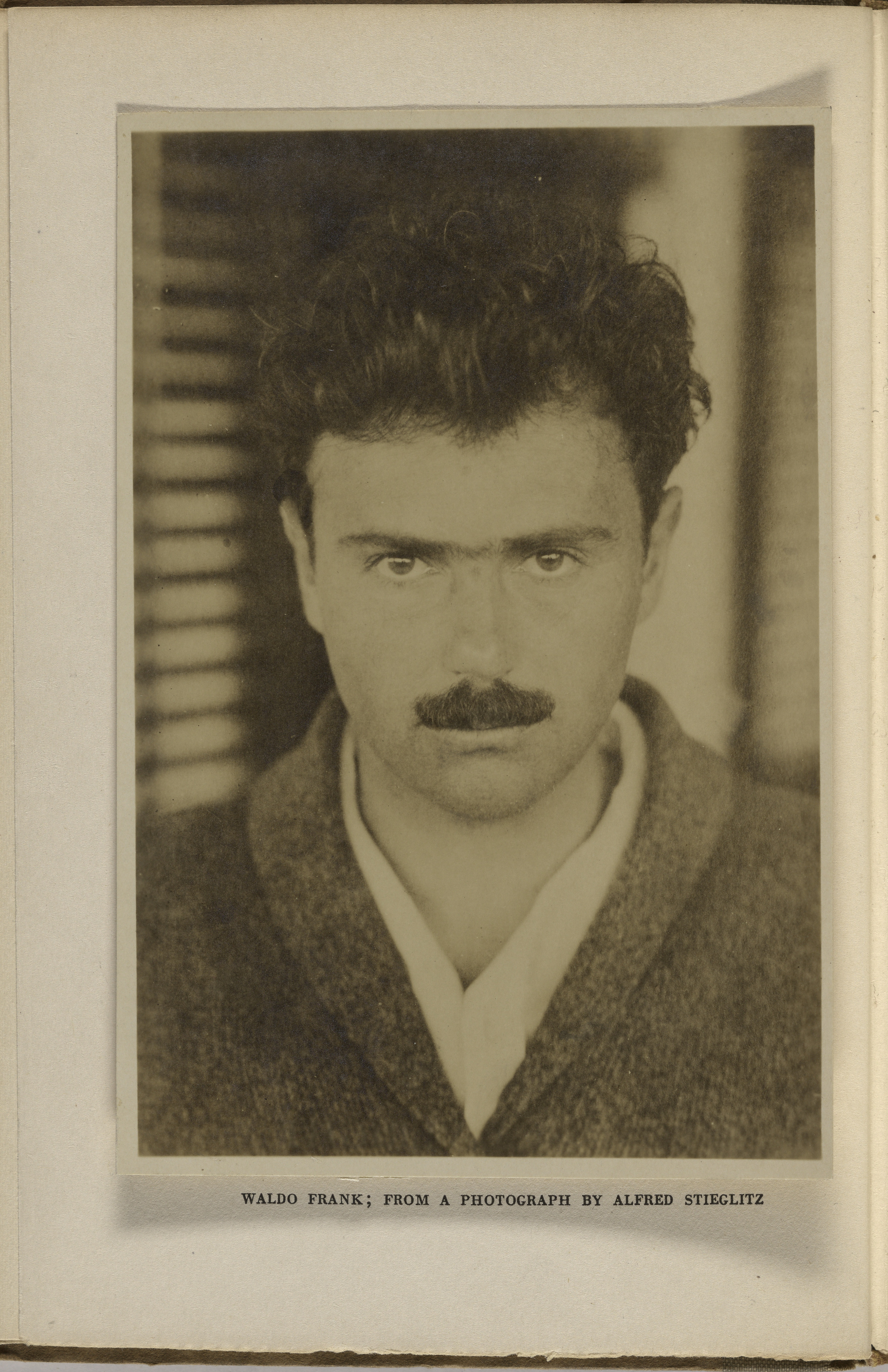
Waldo David Frank. V roce 1922 Stieglitz četl komentář o své fotografii od Walda Franka, který naznačoval, že síla jeho snímků je v moci jednotlivců, které fotografoval.

V roce 1922 Stieglitz četl komentář o své fotografii od Walda Franka, který naznačoval, že síla jeho snímků je v moci jednotlivců, které fotografoval. Stieglitz byl pobouřen, protože věřil, že Frank přinejlepším ignoroval jeho četné fotografie budov a pouličních scén a v nejhorším ho obvinil, že je prostým zapisovatelem toho, co se před ním objevilo. Okamžitě se rozhodl zahájit novou sérii studií mraků, „aby ukázal, že (úspěch) jeho  fotografií (nebyl) způsoben tématem – ne zvláštními stromy nebo obličeji nebo interiéry, zvláštními výsadami – mraky tu byly pro každého. …“ Stieglitz řekl: „Chtěl jsem fotografovat mraky, abych zjistil, co jsem se za čtyřicet let o fotografii naučil. Přes mraky, abych položil svou životní filozofii –…Mým cílem je stále více, aby moje fotografie vypadaly tak podobně jako fotografie, že pokud člověk nemá oči a nevidí, nebude je vidět – a přesto na ně každý nikdy nezapomene, když se na ně jednou podíval."
Shodou okolností ve stejnou dobu byla vyvinuta nová panchromatická fotografická emulze, která umožnila zachytit celou škálu barev. Brzy poté, co byla k dispozici, Stieglitz namířil svou kameru 8" x 10" na oblohu a začal fotografovat. Do dalšího roku vytvořil sérii deseti fotografií, které nazval Music: A Sequence of Ten Cloud Photographs (také nazývané Clouds in Ten Movements). Své ženě Georgii O'Keeffeové řekl: „Chtěl jsem sérii, kterou až uvidí Ernest Bloch (velký skladatel), zvolá: Hudba! Hudba! Páni, proč je to hudba! Jak jsi to kdy udělal? A ukazoval na housle a flétny, hoboje a žestě…“ Poprvé tuto sérii vystavil v roce 1923 na své samostatné výstavě v Anderson Galleries v New Yorku a uvedl, že když je tam Bloch viděl, měl přesně takovou reakci, kterou Stieglitz chtěl.
Povzbuzen úspěchem série Music vzal svůj menší fotoaparát Graflex 4" x 5" a v létě 1923 pořídil desítky snímků oblohy. Mnohé z těchto fotografií uspořádal do odlišných sérií, které nazval Písně nebe. Koncem roku 1924 vystavil jednašedesát svých fotografií mraků v jediné místnosti v Anderson Galleries. V katalogu k výstavě napsal: „Songs of the Sky – Secrets of the Skies, jak je odhalil můj fotoaparát, jsou drobné fotografie, přímá odhalení světa člověka na obloze – dokumenty věčného vztahu – možná i filozofie.“ Výstavu zhlédnul indolog Ánanda Kumárasvámí, který byl tehdy kurátorem v Muzeu výtvarných umění v Bostonu, přesvědčil Stieglitze, aby muzeu daroval některé ze svých fotografií, včetně pěti z cyklu Songs of the Sky. Bylo to poprvé, kdy velké muzeum v USA získalo fotografie jako součást své stálé sbírky.
Stieglitz pokračoval ve fotografování mraků a oblohy po většinu příštího desetiletí. V roce 1925 začal tyto fotografie označovat jako Ekvivalenty, což je název, který používal pro všechny takové fotografie pořízené od tohoto roku. V roce 1929 přejmenoval některé původní Písně oblohy na Ekvivalenty a tyto tisky jsou dodnes známé pod oběma názvy.

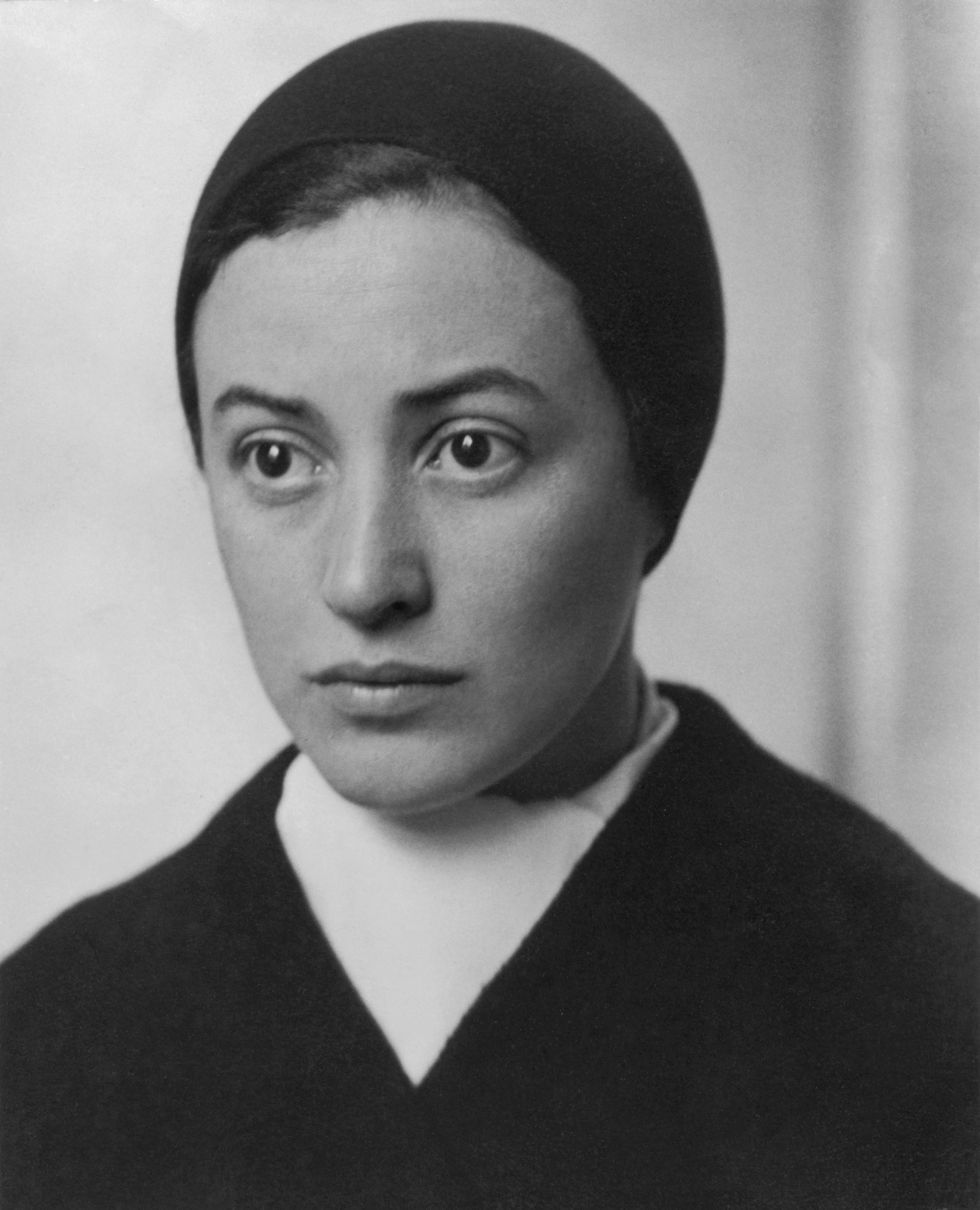
Dorothy Normanová zaznamenala rozhovor mezi Stieglitzem a mužem, který se díval na Ekvivalent

Dorothy Normanová jednou zaznamenala rozhovor mezi Stieglitzem a mužem, který se díval na jeden z jeho výtisků Ekvivalentů:
Muž (při pohledu na Stieglitzův Ekvivalent): Je to fotografie vody?

Stieglitz: Jaký je rozdíl v tom, čeho je to fotografie?

Muž: Ale je to fotografie vody?

Stieglitz: Říkám vám, že na tom nezáleží.

Muž: No, je to tedy obrázek oblohy?

Stieglitz: Je to náhodou obrázek oblohy. Ale nechápu, proč je to tak důležité.
Stieglitz jistě věděl, čeho na těchto snímcích dosáhl. Když psal o svých Ekvivalentech básníkovi Hartu Craneovi, prohlásil: „Vím přesně, co jsem vyfotografoval. Vím, že jsem udělal něco, co se nikdy nestalo…Vím také, že v nějaké „reprezentaci“ je více skutečně abstraktního než ve většině mrtvých reprezentací takzvaného abstraktního, které je nyní tak módní.“

## Umělecký význam

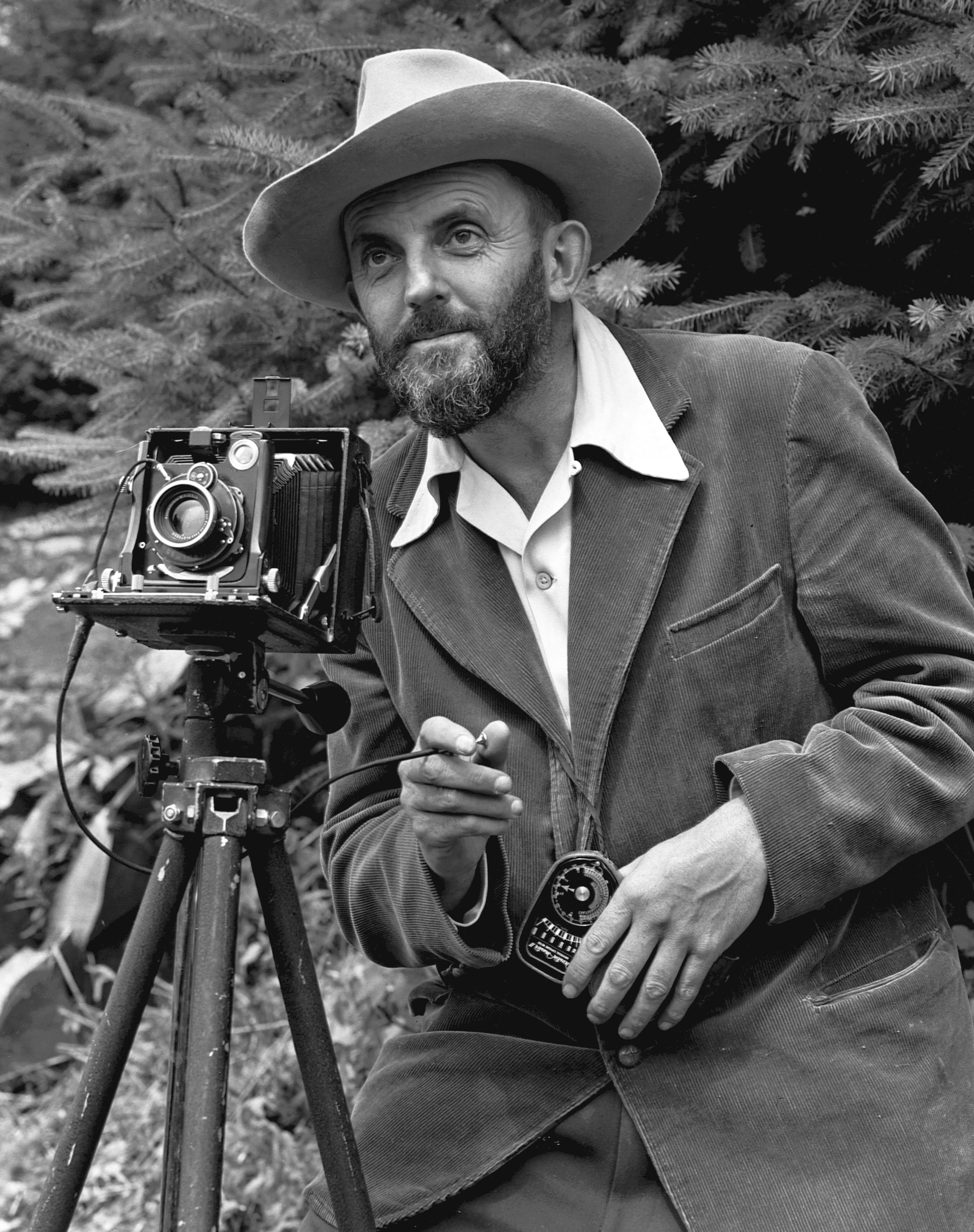
Fotograf Ansel Adams řekl, že Stieglitzova práce na něj měla hluboký vliv.

Ekvivalenty jsou někdy rozpoznány jako první záměrně abstraktní fotografie, ačkoli toto tvrzení může být obtížné obhájit vzhledem k Vortografům Alvina Langdona Coburna, které byly vytvořeny téměř o deset let dříve. Nicméně je těžké se na ně dnes podívat a pochopit, jaký dopad měly v té době. Když se poprvé objevily fotografie, byla obecně uznávána jako samostatná umělecká forma po dobu ne delší než patnáct let, a dokud Stieglitz nepředstavil své fotografie mraků, neexistovala žádná tradice fotografování něčeho, co by nebylo rozpoznatelné jak formou, tak obsahem. Umělecký kritik Hilton Kramer řekl, že Equivalents „nepochybně vděčí za něco americkému modernistickému obrazu (zejména Dove's a O'Keeffe's), ke kterému měl Stieglitz v té době obzvlášť blízko. Přesto výrazně překračují obrazové konvence, jimiž se v tomto období řídila avantgardní malba, tím, že sahají po druhu lyrické abstrakce, která měla do americké malby vstoupit až ve 40. a 50. letech 20. století. V linii, kterou lze vysledovat od maleb Alberta Pinkhama Rydera až po například Clyfforda Stilla, nacházíme nejsilnější vazbu ve Stieglitzových ekvivalentech – spíše než v malbě samotné.“
Jedním z důvodů, proč nejsilnější z těchto fotografií působí tak abstraktně, je to, že nemají žádné referenční body. Stieglitz se u mnoha těchto tisků nezajímal o konkrétní orientaci a bylo o něm známo, že je vystavoval bokem nebo hlavou dolů, než je původně komponoval. Historička fotografie Sarah Greenoughová poukazuje na to, že tím Stieglitz „destabilizoval váš [divákův] vztah k přírodě, abyste méně mysleli na přírodu, abyste nepopírali, že je to fotografie mraků, ale abyste více přemýšleli o pocitech. které formace mraků vyvolává.“ Dále říká:
Ekvivalenty jsou fotografie tvarů, které se vzdaly své identity, ve kterých Stieglitz vymazal všechny odkazy na realitu, které se běžně vyskytují na fotografii. Neexistují žádné interní důkazy pro lokalizaci těchto děl, ať už v čase nebo na místě. Mohly být odvezeny kamkoli – nic nenaznačuje, zda byly vyrobeny v Lake George, New York City, Benátkách nebo Alpách – a kromě moderního vzhledu želatinových stříbrných tisků mohly být vyrobeny kdykoli od vynálezu fotografie. A protože na těchto fotografiích není vidět linie horizontu, není ani jasné, kde je „nahoře“ a kde „dole“. Náš zmatek při určování „vrcholu“ a „spodu“ těchto fotografií a naše neschopnost je lokalizovat v čase nebo místě nás nutí číst to, o čem víme, že jsou fotografie mraků jako fotografie abstrahovaných forem.
Sarah Greenoughová 
Umělecký kritik New York Times Andy Grundberg řekl, že Ekvivalenty „zůstávají nejradikálnější demonstrací víry ve fotografii v existenci reality a za tou, kterou nabízí svět jevů. Mají působit sugestivně, jako hudba, a vyjadřují touhu opustit fyzický svět, touhu symbolizovanou virtuální nepřítomností horizontu a měřítek v rámci. Emoce spočívají pouze ve formě, tvrdí, ne ve specifikách času a místa.“
Fotograf Ansel Adams řekl, že Stieglitzova práce na něj měla hluboký vliv. V roce 1948 prohlásil, že jeho první „intenzivní zkušeností ve fotografii“ bylo vidět mnoho Ekvivalentů (pravděpodobně poprvé v roce 1933, kdy se setkali).

## Série a sady
Stieglitz seřadil fotografie, které nazval Ekvivalent, do několika různých skupin, když je vystavoval nebo publikoval, a často popisoval komponované tisky na zadní stranu jedním nebo více písmeny, aby dále identifikoval to, co nazýval „soubory“. Tato seskupení nejsou sekvenční a Stieglitz nepovažoval žádnou jednotlivou sérii nebo sadu za samostatnou jednotku. Některé jednotlivé tisky jsou zahrnuty do více než jedné série nebo sady a některé kopie stejného tisku jsou označeny různými identifikacemi. Obecně by se na jeho množiny mělo pohlížet jako na „zcela umělé konstrukce, které nezrcadlí běh reálného času, ale změnu a tok Stieglitzova subjektivního stavu“.
Následuje chronologický seznam fotografií Ekvivalentů. Mnoho tisků nemá jednotlivé názvy a desítky fotografií jsou známé pod stejným obecným názvem Ekvivalent. Nejobsáhlejší katalog těchto fotografií se nachází v Alfred Stieglitz: The Key Set, a čísla v tomto seznamu se vztahují k fotografiím uvedeným v této publikaci.
- 1923 – Songs of the Sky „W“ / Ekvivalent „W“ – dva výtisky (Key Set #950-951). Tyto tisky byly původně součástí série Songs of the Sky, ale v roce 1929 je Stieglitz přejmenoval na Ekvivalenty. Nejedná se o stejné tisky jako ty, které patří k „Set W“ pořízené v roce 1929.
- 1923 – Songs of the Sky „XX“ / Ekvivalent „XX“ – čtyři výtisky (Key Set #952-955). Tyto tisky byly původně součástí série Songs of the Sky, ale v roce 1929 je Stieglitz přejmenoval na Ekvivalenty. Nejedná se o stejné tisky jako ty, které patří k „Souboru XX“ pořízené v roce 1929.
- 1923 – Songs of the Sky / Equivalent – třicet čtyři výtisků (Key Set #956-989). Tyto tisky byly původně součástí série Songs of the Sky, ale v roce 1929 je Stieglitz přejmenoval na Ekvivalenty.
- 1925 – Čtyřicet pět výtisků (Key Set #1093-1137)
- 1926 – Dvacet výtisků (Key Set #1159-1178)
- 1927 – Deset tisků (Key Set #1198-1207)
- 1928 – Dvacet sedm výtisků (Key Set #1208-1239)
- 1929 – Sada B: dva tisky (Key Set #1282-1283)
- 1929 – Sada C2: pět výtisků (Key Set #1253-1257)
- 1929 – Sada HH: tři výtisky (Key Set #1258-1260)
- 1929 – Sada K: tři tisky (Key Set #1261-1263)
- 1929 – Sada O: sedm tisků (Key Set #1264-1270)
- 1929 – Sada W: pět výtisků (Key Set #1277-1281)
- 1929 – Sada XX: devět tisků (Key Set #1284-1292)
- 1929 – Třináct výtisků (Key Set #1293-1305)
- 1930 – Dvacet výtisků (Key Set #1330-1349)
- 1931 – Patnáct výtisků (Key Set #1412-1426)
- 1933 – Tři tisky (všechny z jednoho negativu) (Key Set #1512-1514)
- 1934 – Šest tisků (Key Set #1558-1563)

## Galerie

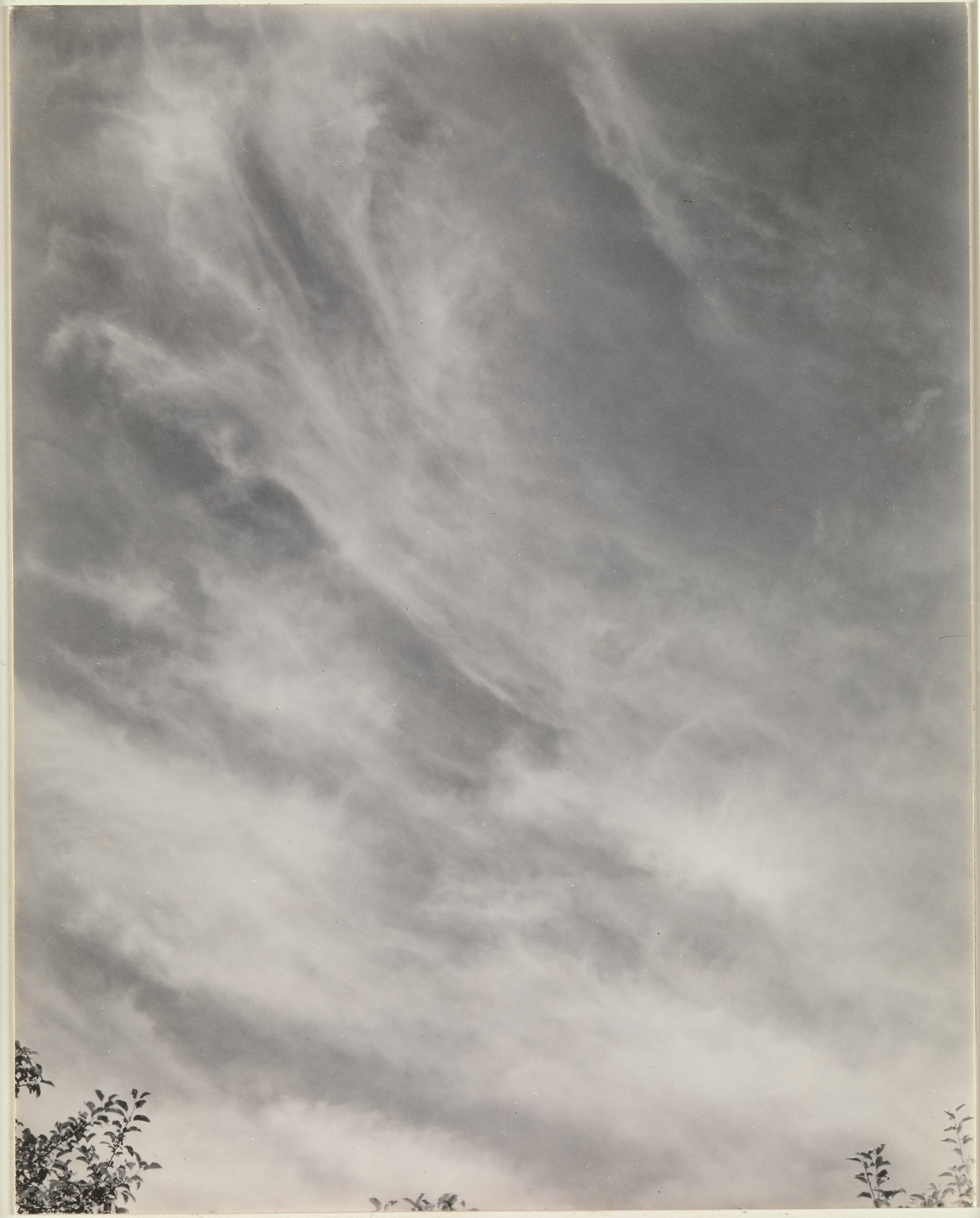
Ekvivalenty (1925–1934)
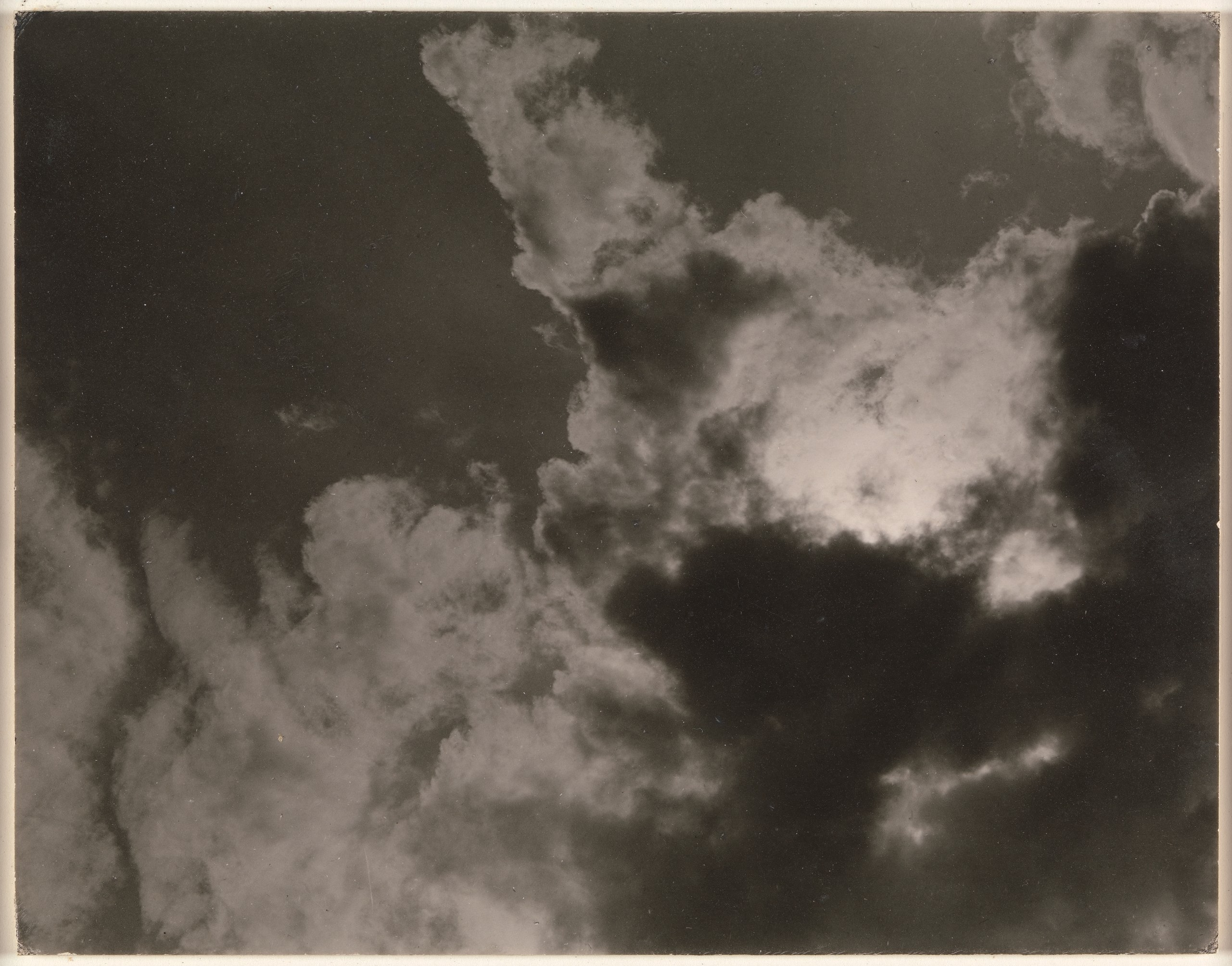
Ekvivalenty (1925–1934)
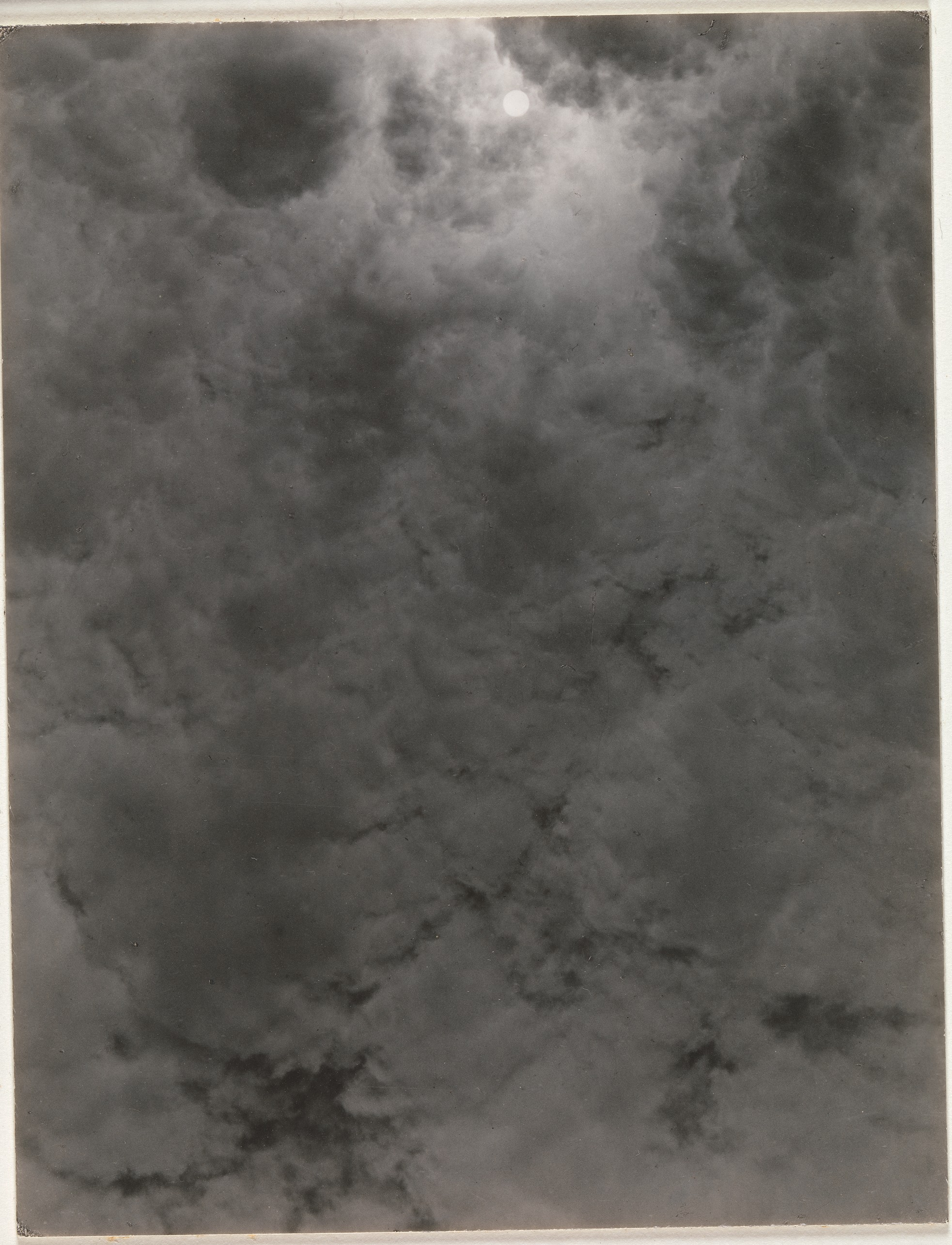
Ekvivalenty (1925–1934)
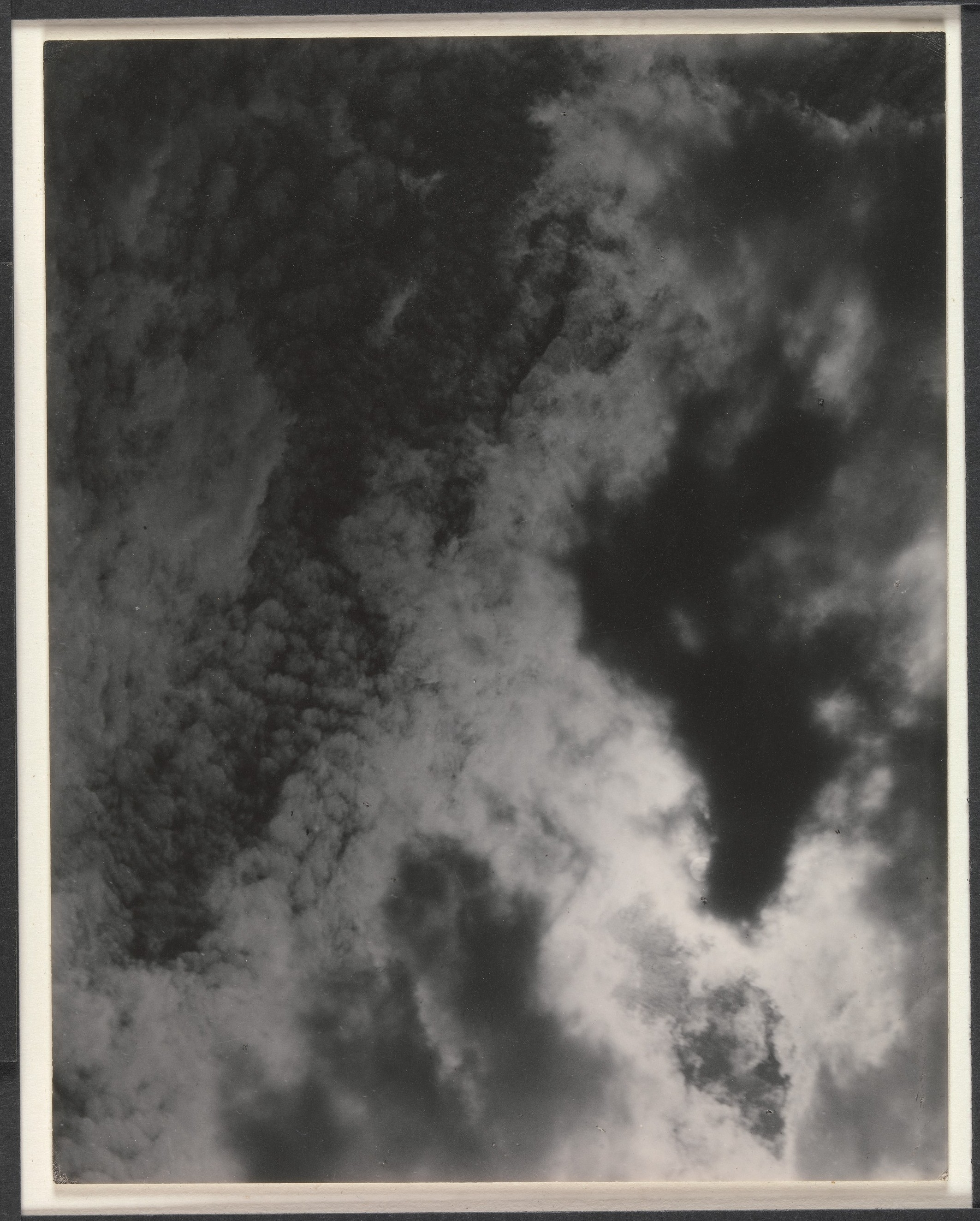
Ekvivalenty (1925–1934)
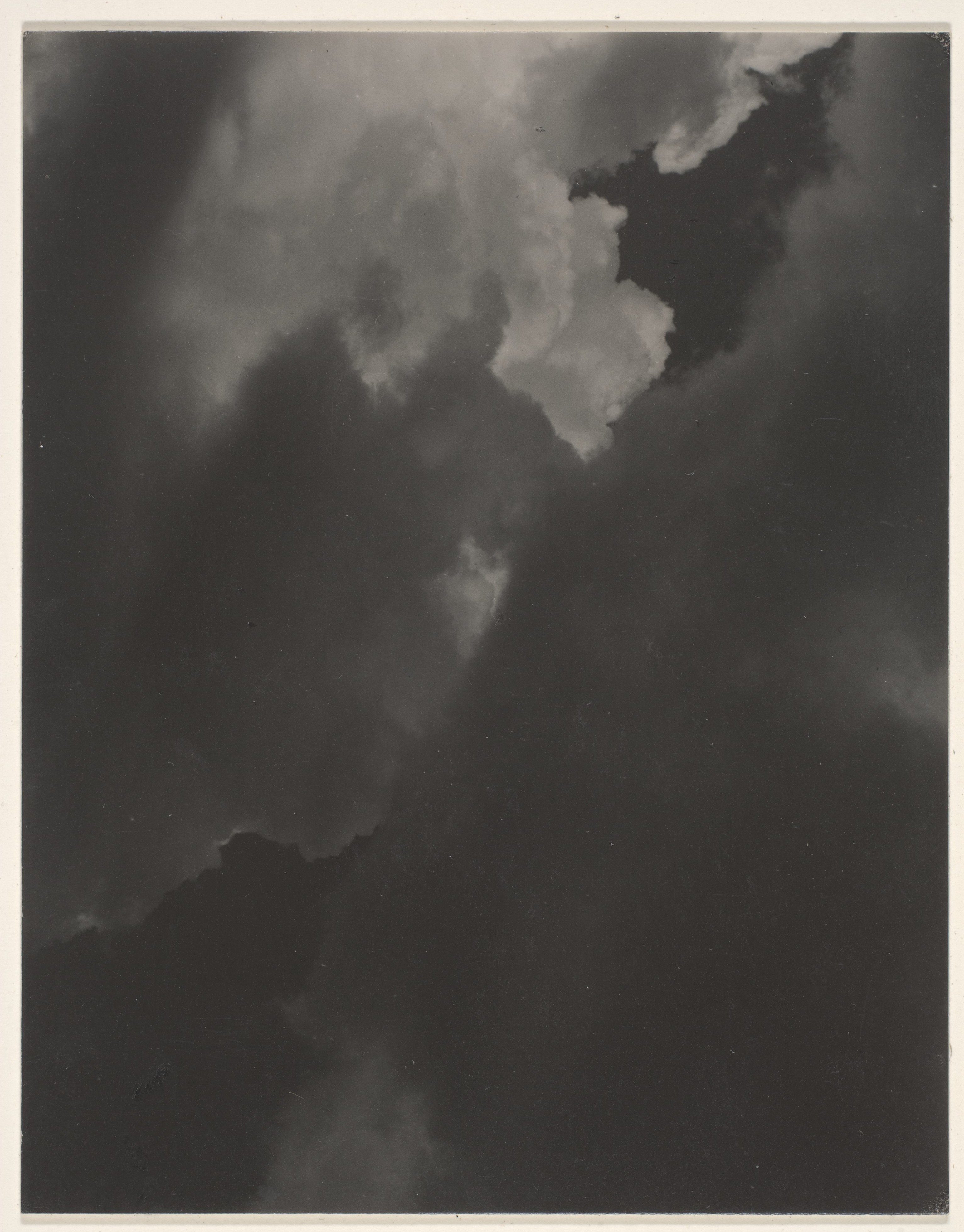
Ekvivalenty (1925–1934)
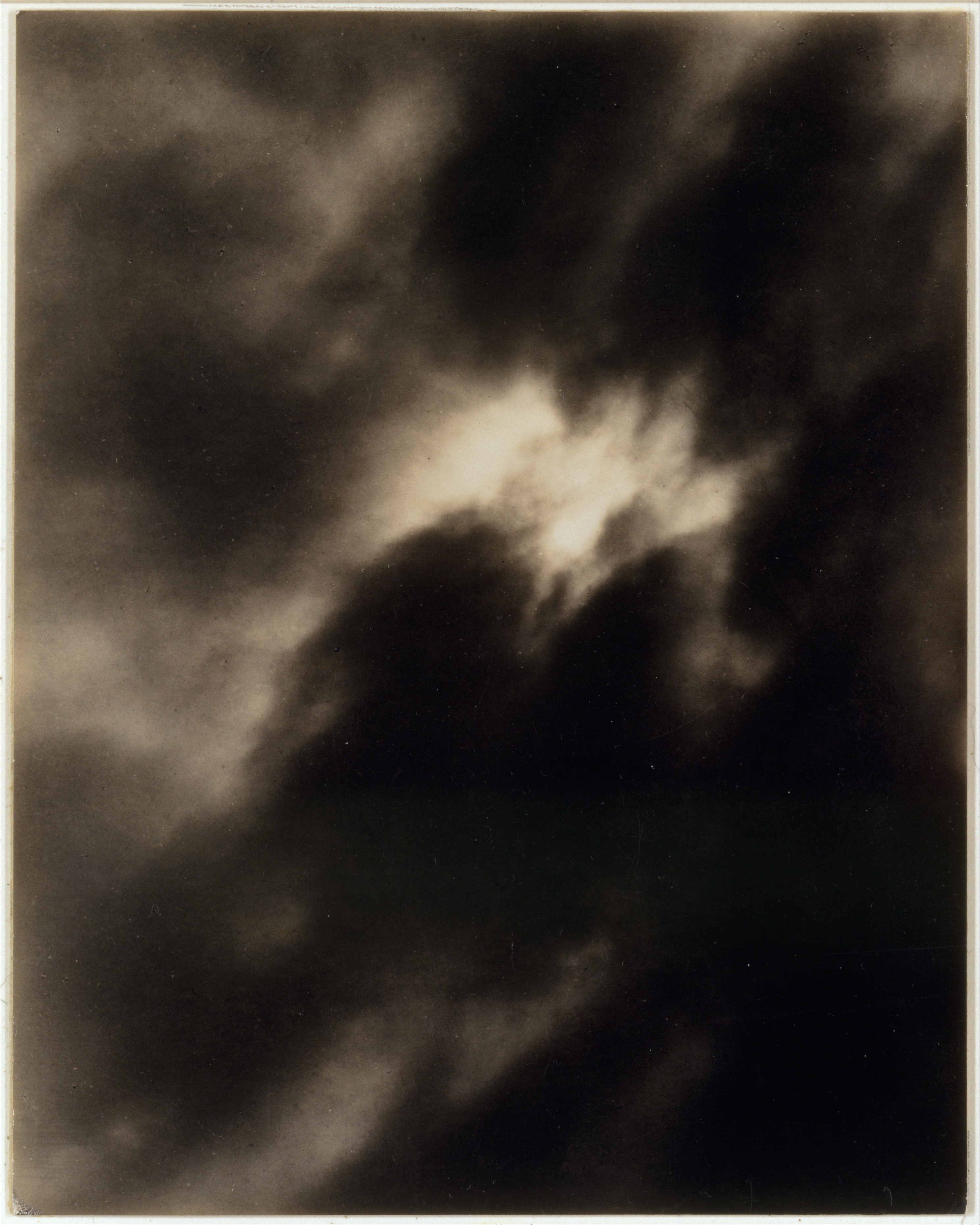
Ekvivalenty (1925–1934)
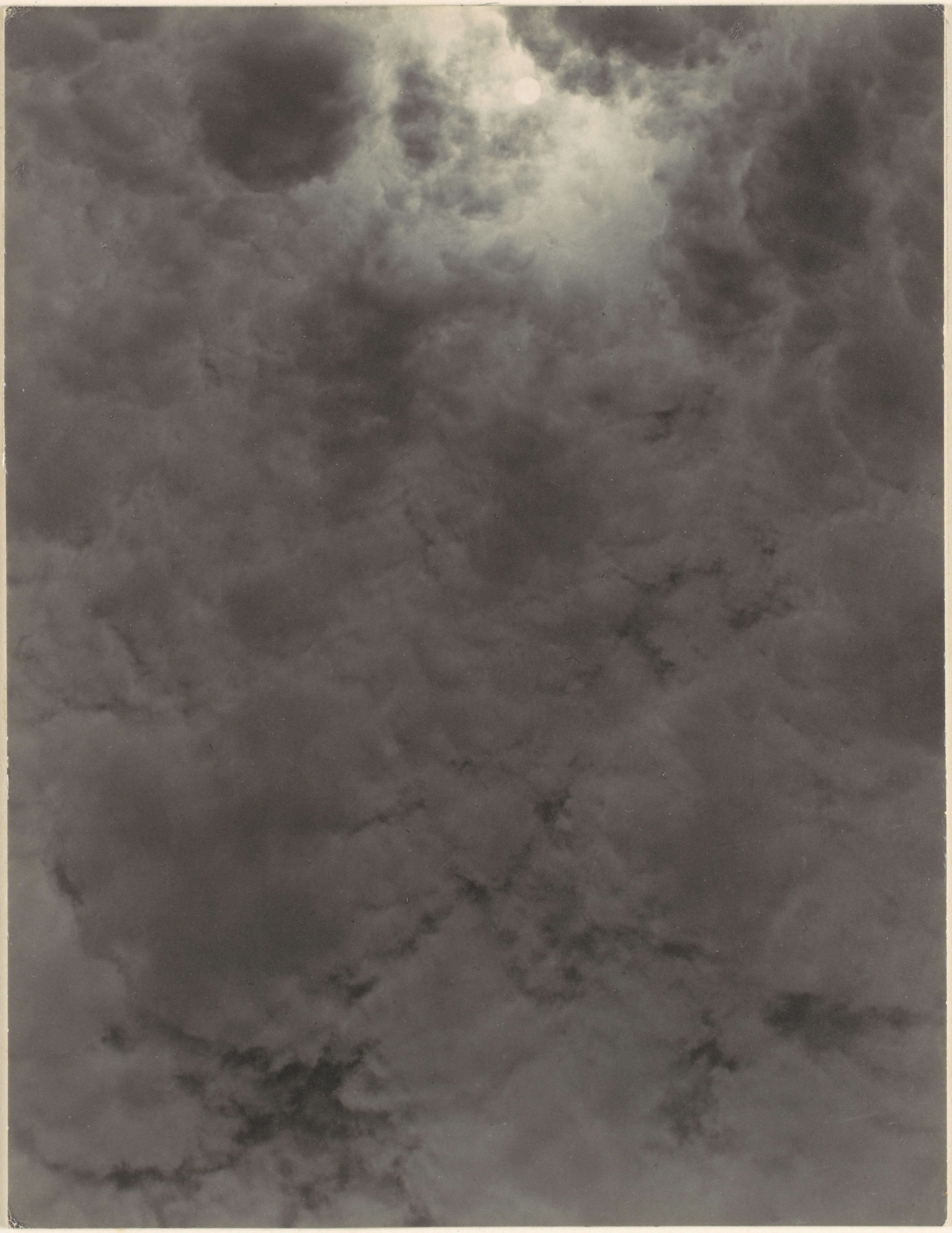
Ekvivalenty (1925–1934)
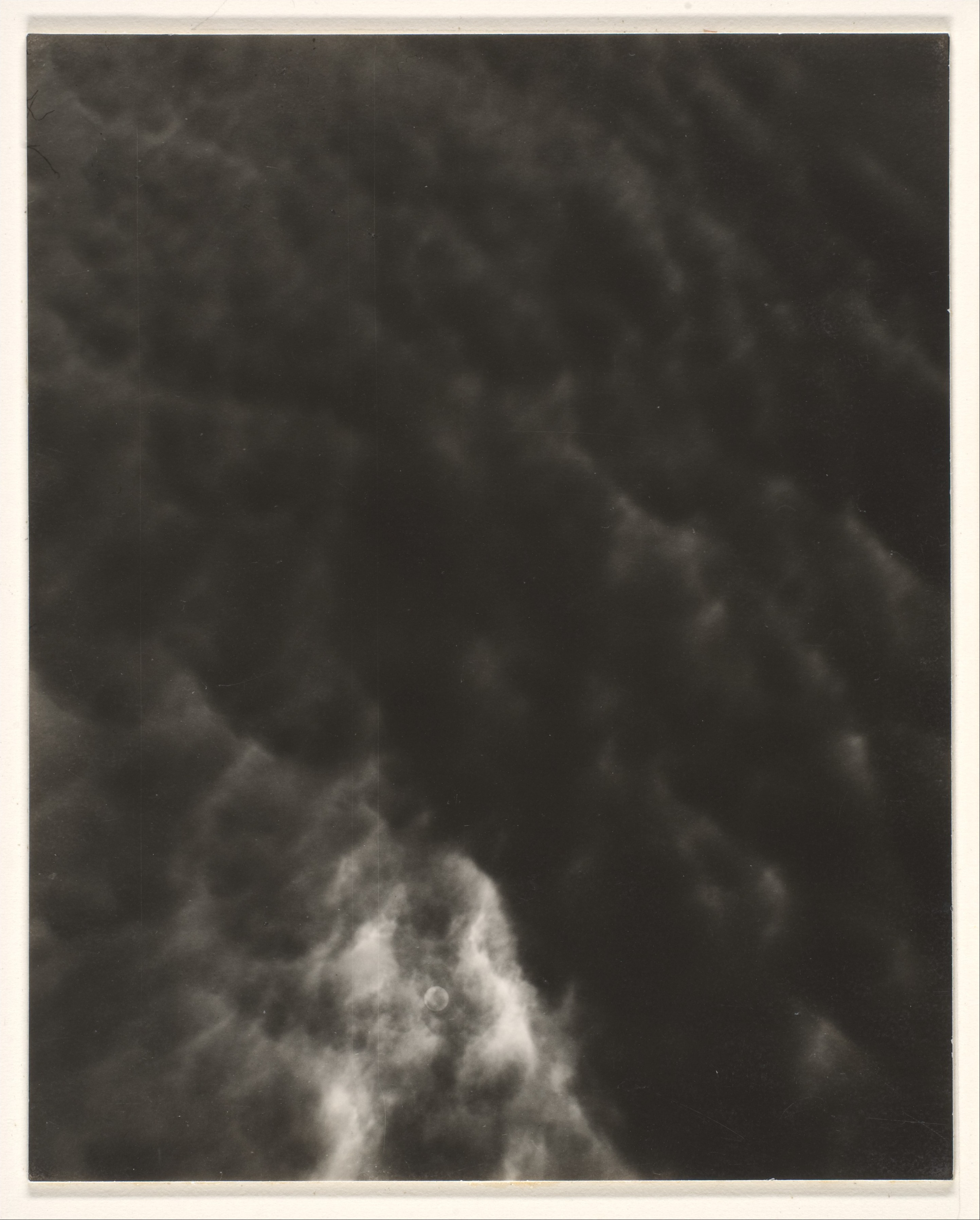
Ekvivalenty (1925–1934)
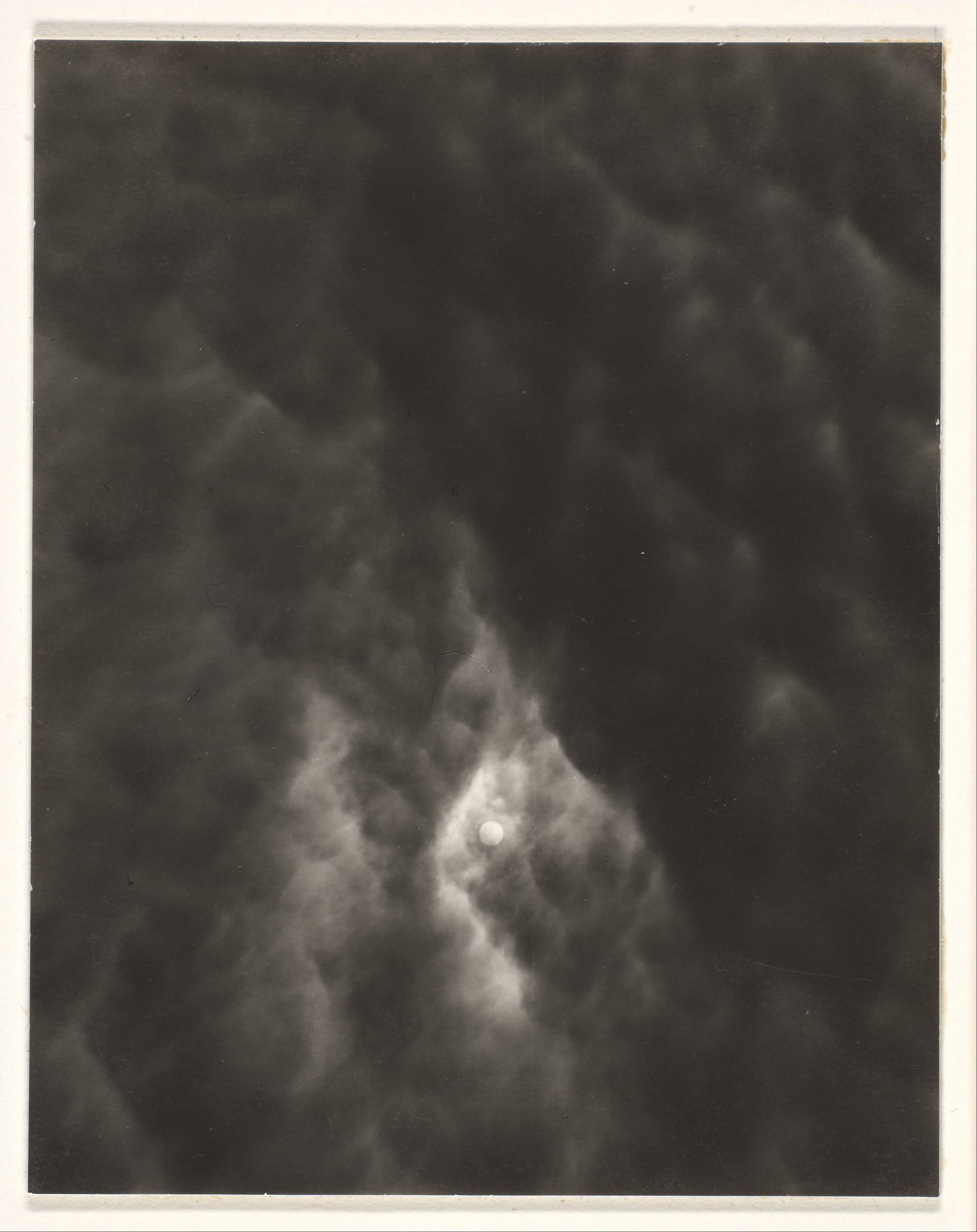
Ekvivalenty (1925–1934)
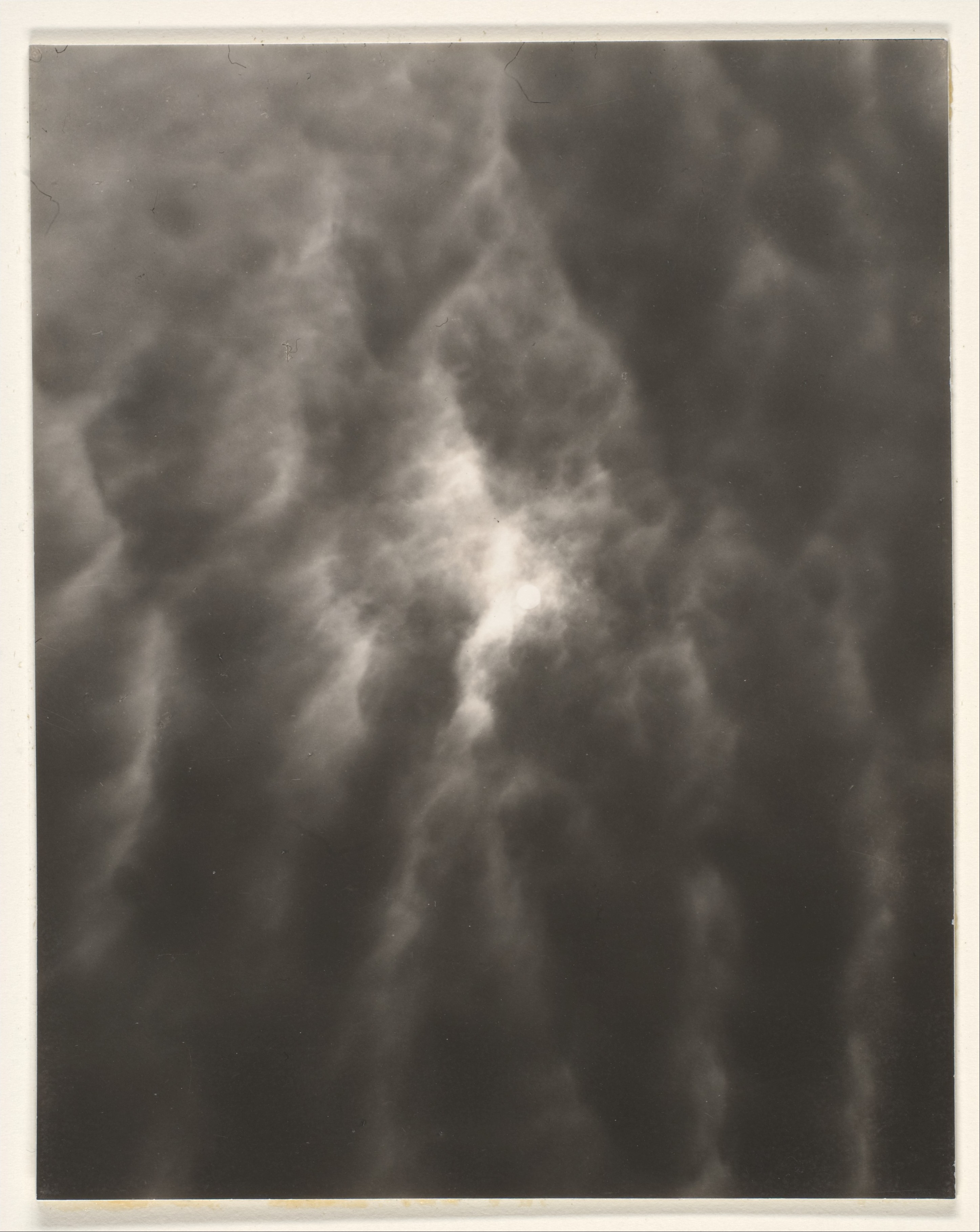
Ekvivalenty (1925–1934)
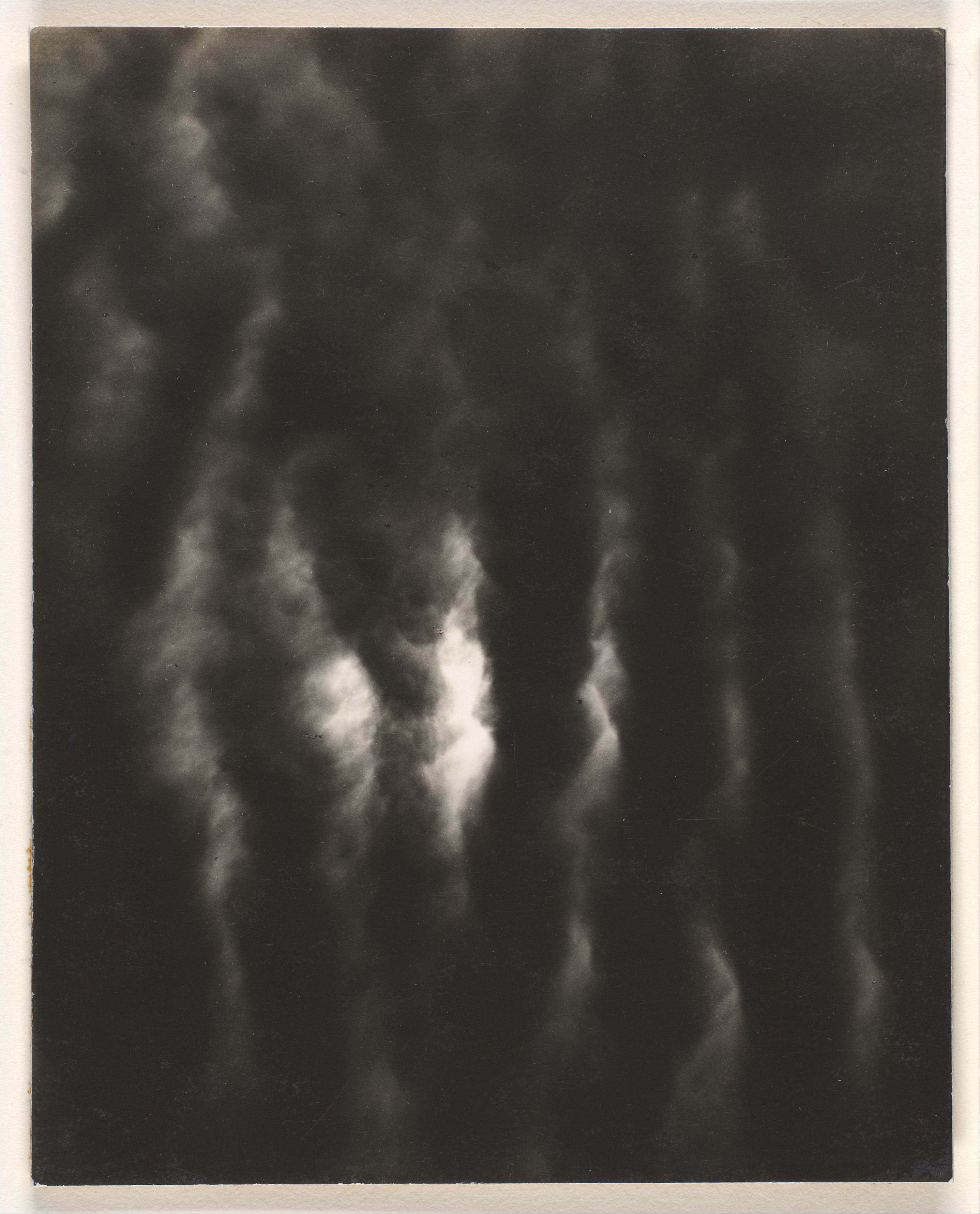
Ekvivalenty (1925–1934)
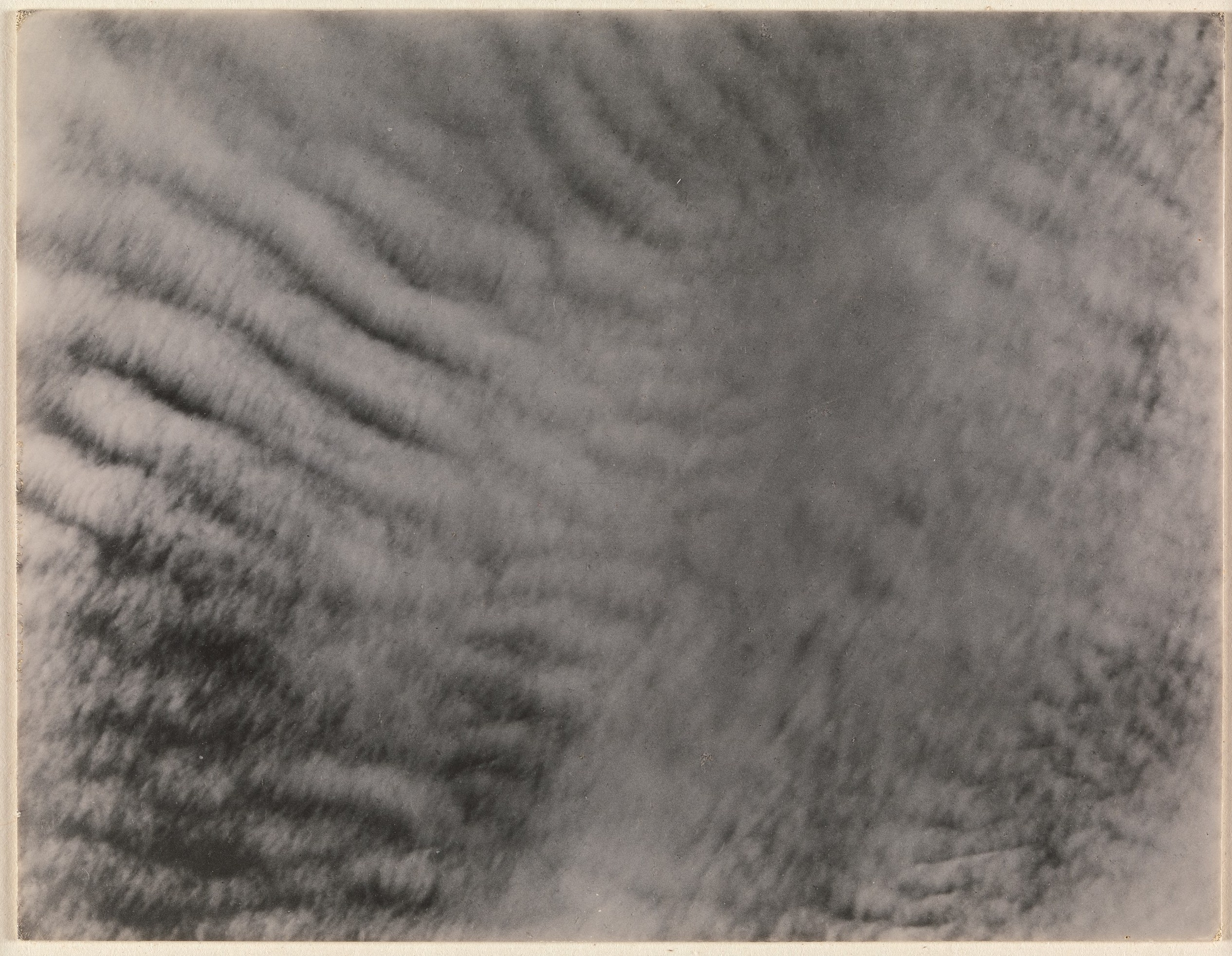
Ekvivalenty (1925–1934)